# Maximil·la (heretge)
Maximil·la, "nom terribilíssim, salvatge i bàrbar" segons Epifani, va ser una profetessa deixeble de Montà. Juntament amb Prisca o Priscil·la apareixen citades pels pares de l'Església que van combatre les seves heretgies. Cal situar-les al segle ii.
Ella i Prisca eren esposes de Montà simultàniament. Les seves profecies tenien entre els seguidors del montanisme una credibilitat per damunt dels evangelis. Eusebi de Cesarea diu que parlaven fora de si mateixes, de manera intempestiva i com si estiguessin boges. El bisbe Apol·linar va convocar un sínode a Hieràpolis que va reunir 26 bisbes i va excomunicar a Montà i a Maximil·la, els "pseudoprofetes". Les prèdiques de Maximil·la van tenir molta acceptació. Quan parlava deia: "No m'escolteu a mi, sinó escolteu a Crist". Va sofrir persecucions, i, després de ser excomunicada, va dir: "Soc perseguida com un llop i apartada de les ovelles, però no sóc un llop, sóc la paraula, l'esperit i la força".
Maximil·la va morir l'any 179. El seu últim acte va ser profetitzar la imminent arribada de la Parusia o segona vinguda de Crist. Tot i la inexactitud d'aquesta profecia, el moviment montanista va seguir tenint molta popularitat durant segles.